# Tagiades nestus
The Papuan Snow Flat or Nestus Flat (Tagiades nestus) là một loài bướm ngày thuộc họ Hesperiidae. Nó được tìm thấy ở Úcn islands in the Torres Strait và in New Guinea.
Sải cánh dài khoảng 40 mm.
Ấu trùng ăn Dioscorea species. The caterpillars nibble pieces out of the margins of the leaves leaving characteristic scalloped edges to the foliage. Chúng sống ở shelters composed of pairs of such leaves joined with silk.

## Phụ loài
- Tagiades nestus nestus
- Tagiades nestus korela Mabille, 1891
- Tagiades nestus sivoa Swinhoe, 1904 (New Guinea)